# Pułk Podskarbiego Nadwornego Koronnego
Pułk Podskarbiego Nadwornego Koronnego - oddział jazdy Armii Koronnej.

## Struktura organizacyjna
Pancerni
- jedna chorągiew − 120 koni
- jedna chorągiew − 100 koni
- jedna chorągiew po 80 koni

Jazda lekka
- jedna chorągiew − 100 koni
- jedna chorągiew − 80 koni

Razem w pułku: 5 chorągwi ; 480 koni